# Le Chien des Baskerville (film, 1958)
Pour les articles homonymes, voir Le Chien des Baskerville (homonymie).
Pour plus de détails, voir Fiche technique et Distribution.
Le Chien des Baskerville (The Hound of the Baskervilles), est un film britannique réalisé par Terence Fisher, sorti en 1959.
C'est la première adaptation cinématographique en couleur du roman éponyme de Sir Arthur Conan Doyle, publié en 1901, et l'une des plus célèbres productions des studios de la Hammer.

## Synopsis
En l'an 1740, Sir Hugo Baskerville, un aristocrate cruel qui règne sur le Devon, est attaqué par un énorme chien alors qu'il vient de poignarder une paysanne sur la lande. De là naît la légende du chien des Baskerville. Une malédiction semble ensuite peser sur sa lignée. Plusieurs descendants mâles meurent de façon violente, des morts systématiquement annoncées et provoquées par un chien monstrueux.
Plusieurs décennies plus tard, Sir Charles Baskerville meurt dans la lande, dans des circonstances mystérieuses. Son neveu, Sir Henry (interprété par Christopher Lee), arrive de Johannesbourg pour hériter du domaine familial. Le célèbre détective Sherlock Holmes (Peter Cushing) et son fidèle ami, le docteur Watson (André Morell), sont contactés pour veiller sur lui. Holmes est persuadé qu'une intelligence humaine, et non démoniaque, en veut à Sir Henry. Il charge Watson d'accompagner ce dernier dans le Dartmoor,.

## Fiche technique
- Titre : Le Chien des Baskerville
- Titre original : The Hound of the Baskervilles[3]
- Réalisation : Terence Fisher[3]
- Les assistants du réalisateur : Peverall et Hugh Harlow
- Scénario : Peter Bryan, d’après le roman éponyme d’Arthur Conan Doyle[3]
- Production : Michael Carreras, Anthony Hinds, Anthony Nelson Keys et Kenneth Hyman
- Société de production : Hammer Film Productions[3]
- Musique : James Bernard[3]
- Photographie : Jack Asher[3]
- Les opérateurs de la caméra (cadreur) : Len Harris
- Format : Couleur Technicolor au 1.66:1 – Son : monophonique (RCA Sound Recording System) sur 35 mm.
- Ingénieur du son enregistrement : Jock May et les prises du son : Jim Perry
- Montage : Alfred Cox
- Décors : Bernard Robinson
- Costumes : Molly Arbuthnot
- Pays d'origine :  Royaume-Uni
- Genre : Policier et horreur
- Durée : 87 minutes
- Date de production : 1959
- Dates de sortie :
  - Royaume-Uni : 4 mai 1958
  - États-Unis :  3 juillet 1958
  - France : 23 décembre 1958
- Affiche : Roger Soubie (France)

## Distribution

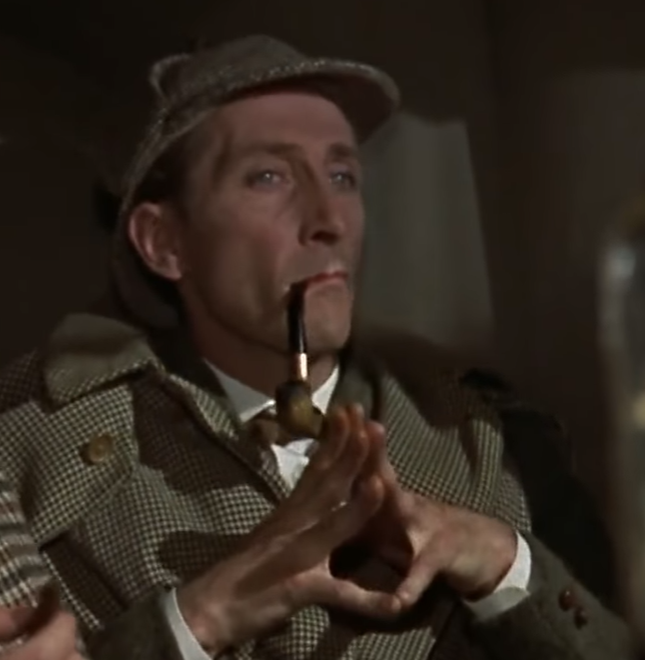
Peter Cushing dans le rôle de Sherlock Holmes.

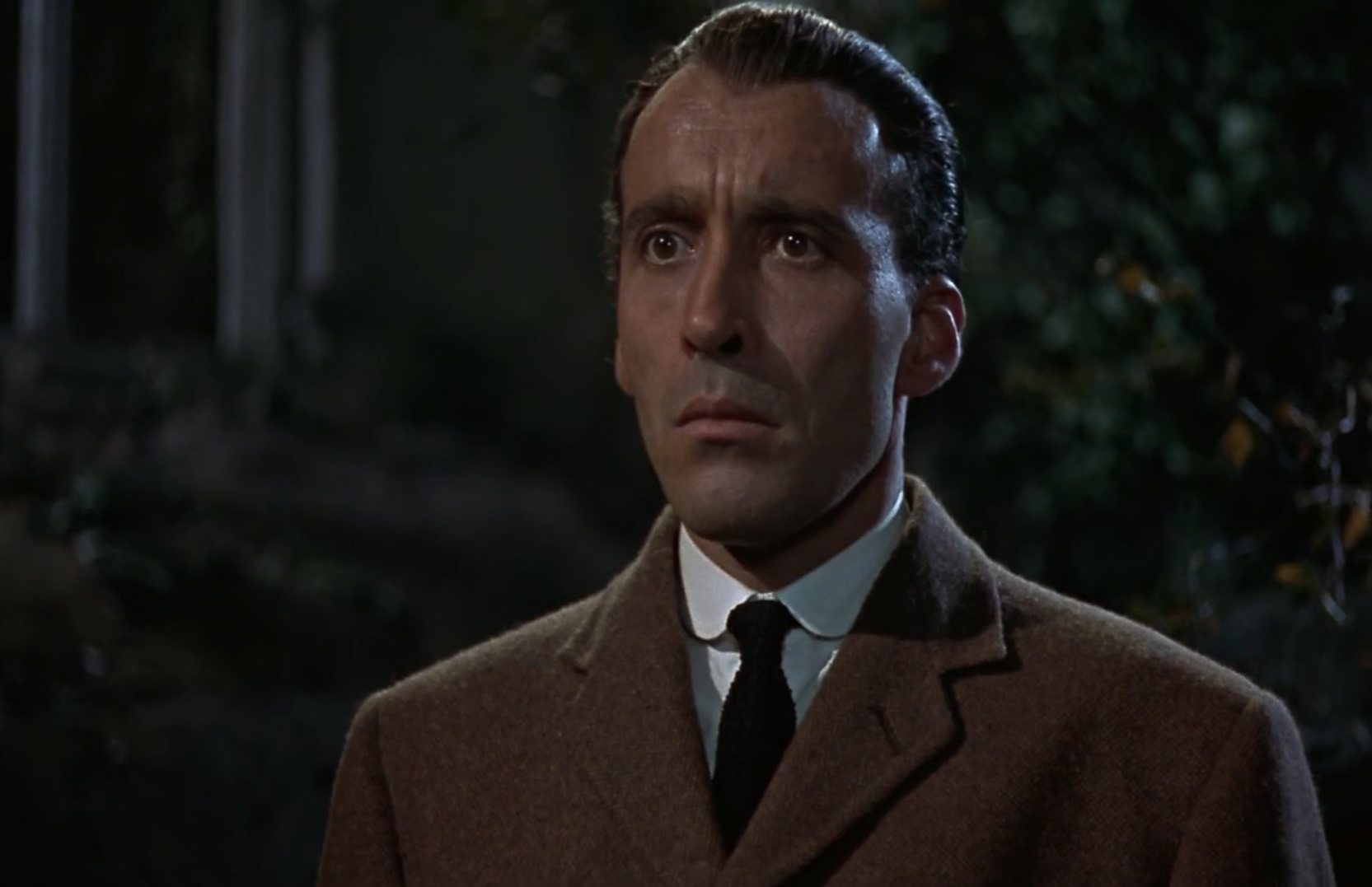
Christopher Lee dans le rôle de Sir Henry Baskerville.

- Peter Cushing[2],[4],[5] (VF : Jacques Beauchey) : Sherlock Holmes
- André Morell[2] (VF : Jacques Berlioz) : le docteur Watson
- Christopher Lee[2] (VF : Bernard Dhéran) : Sir Henry Baskerville
- Marla Landi (en) (VF : Nadine Alari) : Cecile Stapleton
- David Oxley : Sir Hugo Baskerville (VF Bernard Dhéran)
- Francis De Wolff (VF : Paul Bonifas) : le docteur Mortimer
- Miles Malleson (VF : Camille Guérini) : Bishop Frankland
- Ewen Solon (VF : Stéphane Audel) : Stapleton
- John Le Mesurier (VF : Pierre Leproux) : Barrymore
- Helen Goss (en) (VF : Hélène Tossy) : Mme Barrymore
- Sam Kydd (VF : Jean Daurand) : Perkins
- Michael Hawkins : Lord Caphill
- Judi Moyens : la bonne
- Michael Mulcaster : le prisonnier
- David Birks : le serviteur

Peter Cushing, un acteur souvent employé par Terence Fisher dans sa série des Dracula et autres films d'épouvante, est ici l'interprète du personnage de Sherlock Holmes. « L’originalité du Sherlock Holmes incarné par Peter Cushing y est cette ambivalence qui fait de lui un pur symbole de l’ordre rationnel tout autant qu’un médium affirmant à plusieurs reprises la menace d’un danger indicible et d’ordre métaphysique, synthétisant en cela les contradictions mêmes de l’œuvre d’un grand cinéaste ». Peter Cushing était également un passionné des romans de Sherlock Holmes et a apporté ses connaissances au réalisateur. Il a relu les histoires, pris des notes détaillées dans son scénario et cherché à représenter Sherlock Holmes le plus proche possible de son homologue littéraire. C'est Peter Cushing qui a suggéré que la correspondance de Sherlock Holmes soit fixée sur la cheminée à l'aide d'un canif, comme dans les histoires originales.

## Autres adaptations
- Certaines des versions cinématographiques de The Hound of the Baskervilles (Le Chien des Baskerville) :
  - 1939 - USA, réalisation Sidney Lanfield, avec Basil Rathbone, Nigel Bruce
  - 1959 - GB, réalisation Terence Fisher, avec Peter Cushing, Christopher Lee
  - 1972 - USA, réalisation Barry Crane, avec Stewart Granger, William Shatner
  - 1977 - GB, réalisation Paul Morrissey, avec Dudley Moore, Peter Cook
  - 1981 - URSS, réalisation Igor Maslennikov, avec Vassili Livanov, Vitali Solomine
  - 1983 - GB, réalisation Douglas Hickox, avec Ian Richardson, Martin Shaw
  - 2002 - GB, réalisation David Attwood, avec

## Autour du film
- Le tournage s'est déroulé de septembre à octobre 1958 aux studios Bray, ainsi qu'à Chobham Common et Frensham Ponds, dans le comté de Surrey[6].
- C'est le premier long métrage mettant en scène les aventures de Sherlock Holmes à être filmé en couleur. Le Chien des Baskerville est aussi le premier film de l'acteur Michael Hawkins.
- La Hammer avait initialement prévu de créer une nouvelle franchise de plusieurs films avec Peter Cushing dans le rôle du célèbre détective, mais les fans de la compagnie n'acceptèrent pas l'absence de monstres et l'idée fut abandonnée[7].
- Quelques années plus tard, le réalisateur Terence Fisher dirigea une nouvelle aventure du détective, cette fois-ci interprété par Christopher Lee, dans Sherlock Holmes et le collier de la mort (1962). Quant à Peter Cushing, il reprendra son personnage en 1968 dans une série télévisée britannique Sherlock Holmes débutée en 1964-1965, ainsi qu'en 1984 dans le téléfilm Les Masques de la mort.
- Dans la scène où le chien des Baskerville tue Stapleton, on s'aperçoit en fait que c'est l'acteur Ewen Solon qui attrape le chien et non l'inverse. Si on regarde bien, le chien ne se précipitait pas vers l'acteur ce qui aurait eu pour effet de faire rater la scène.

## Critiques
- « Cette nouvelle édition d'un des célèbres romans de Conan Doyle conserve tout son attrait pour les amis nombreux du fameux détective. Elle est ici mise en valeur par les décors d'un vieux château classique, le plus souvent en couleurs de clair de lune qui rendent les lieux sinistres à souhait. L'interprétation est excellente. »[8]
- « Ce film est plus un exercice de style (d'ailleurs fort réussi) qu'une œuvre réellement palpitante. Bâti comme un film policier de style "Whodunit", on préférera la description en couleurs fort belles des paysages nocturnes et des intérieurs de château au déroulement de la trame elle-même, qui manque singulièrement de vigueur et de conviction. »[9]